# Osamu Kobayashi
Osamu Kobayashi (小林修?, Kobayashi Osamu; Tokyo, 22 novembre 1934 – Tokyo, 28 giugno 2011) è stato un doppiatore giapponese. È stato il direttore esecutivo della Dōjinsha Production. È inoltre il doppiatore giapponese di Alastor Moody nella serie cinematografica Harry Potter.

## Ruoli principali

### Anime
- Sui monti con Annette: Pierre Barniel
- Arrivederci Yamato: Emperor Zwordar
- Crusher Joe: Bard(Movie)
- Final Yamato: Captain Mizutani
- Hokkyoku no Muushika Miishika: Muu
- Kikou Kai Galient: Azbes
- New Gigantor: Branch
- Noir: Salvatore
- Fantaman: Ogon Bat
- God Mars: President Gyron
- Space Battleship Yamato: Admiral Domel
- Ulysse 31: Ulisse[1]

### OAV
- Kikōkai Garian: Tetsu no Monshō (Mādaru)
- Legend of the Galactic Heroes (Ottō Braunshweig)
- Mars (Chief Cabinet Secretary)
- Lupin III: Pilot Film (Goemon Ishikawa XIII, edizione televisiva)

### Videogiochi
- Kingdom Hearts II (Imperatore della Cina)